# Akcijska strelska zveza društev Slovenije
Akcijska Strelska Zveza Društev Slovenije (kratica ASZS) je bila ustanovljena avgusta 2005 s ciljem združiti strelske klube Slovenije, ki se s športnim streljanjem ukvarjajo ljubiteljsko in z namenom popularizacije strelskega športa. ASZS deluje na prostovoljni osnovi in z minimalnim finančnim vložkom klubov, ki so nosilci delovanja v zvezi. Glavne naloge zveze so razvoj varnega športnega streljanja, strokovno izobraževanje, koordinacija športnih prireditev, sodelovanje s sorodnimi organizacijami doma in v tujini, skrb za ohranjanje in obveščanje članov. ASZS kot slovenska članica mednarodnih strelskih organizacij redno organizira in izvaja mednarodna strelska tekmovanja v skladu s pravili IDPA, Steel Challenge in IASC. Tekmovanj, ki jih organizira ASZS se redno udeležujejo strelci ne samo iz Slovenije, temveč tudi strelci iz sosednjih držav ter strelci iz širše regije. Tekmovanj v okviru ASZS se prav tako redno udeležujejo tudi pripadniki varnostnih organov (policija, službe posebnega pomena, varnostniki ...) in pripadniki vojsk iz Slovenije, Italije, Hrvaške ter nekaterih drugih evropskih držav.Strelci pod okriljem ASZS se redno udeležujejo mednarodnih tekmovanj v tujini, med drugim so se v oktobru 2019 udeležili tudi Svetovnega prvenstva v IDPA v ZDA. Sodniška organizacija ASZS redno izvaja strokovna usposabljanja za svoje člane. 
Od ustanovitve do decembra 2019 se je ASZS imenovala Amaterska strelska zveza Slovenije. Do preimenovanja je prišlo zaradi včlanitve v OKS - Olimpijski komite Slovenije.ASZS se trenutno poteguje za izvedbo Evropskega prvenstva v okviru mednarodne strelske organizacije, ki jo zastopa v Republiki Sloveniji.